# Encyclopedia of Life
Encyclopedia of Life (EOL) är ett fritt tillgängligt uppslagsverk på internet med målet att bygga en "oändligt utbyggbar" webbplats, inklusive video, ljud, bilder, grafik, såväl som text, som dokumenterar alla 1,9 miljoner levande arter som är kända för vetenskapen. Den är byggd från befintliga databaser och utifrån bidrag från experter och icke-experter över hela världen.
Projektet fick från början finansiering av MacArthur Foundation och Sloan Foundation, samt Field Museum, Harvard University, the Marine Biological Laboratory, Missouri Botanical Garden, och Smithsonian Institution. Numera stöds EOL av såväl deltagande institutioner och enskilda givare.
Projektet leddes inledningsvis av Jim Edwards.

## Översikt
EOL startades den 26 februari 2008 med 30 000 poster. Webbplatsen visade sig omedelbart vara mycket populär, med över 11 miljoner visningar på två dagar, och tvingades tillfälligt att återgå till att visa demonstrationssidor under två dagar.
Webbplatsen nylanserades den 5 september 2011 med ett nytt gränssnitt och verktyg. Den nya versionen, kallad EOLv2 – utvecklades som ett svar på förfrågningar från allmänheten, medborgare, forskare, lärare och professionella biologer om en webbplats som var mer engagerande, tillgänglig och personlig. Uppslagsverket är också internationaliserad med gränssnitt på bland annat engelska, tyska, spanska, franska, svenska, galiciska, serbiska, makedonska, arabiska, kinesiska och koreanska. Den 16 januari 2014 lanserade EOL TraitBank, ett sökbart, öppet digitalt arkiv för organismernas egenskaper, mått, relationer och andra fakta för alla taxa inom hela organismvärlden.

## Resurser och samarbeten
Encyclopedia of Life samarbetar med partners runt om i världen som delar med sig av information genom EOL:s plattform, bland annat Wikipedia och Flickr.
Dess gränssnitt är översatta på translatewiki.net.